# Puntius deccanensis
Puntius deccanensis är en fiskart som beskrevs av S.S. Yazdani och Babu Rao, 1976. Puntius deccanensis ingår i släktet Puntius och familjen karpfiskar. IUCN kategoriserar arten globalt som akut hotad. Inga underarter finns listade i Catalogue of Life.